# 西門紅楼

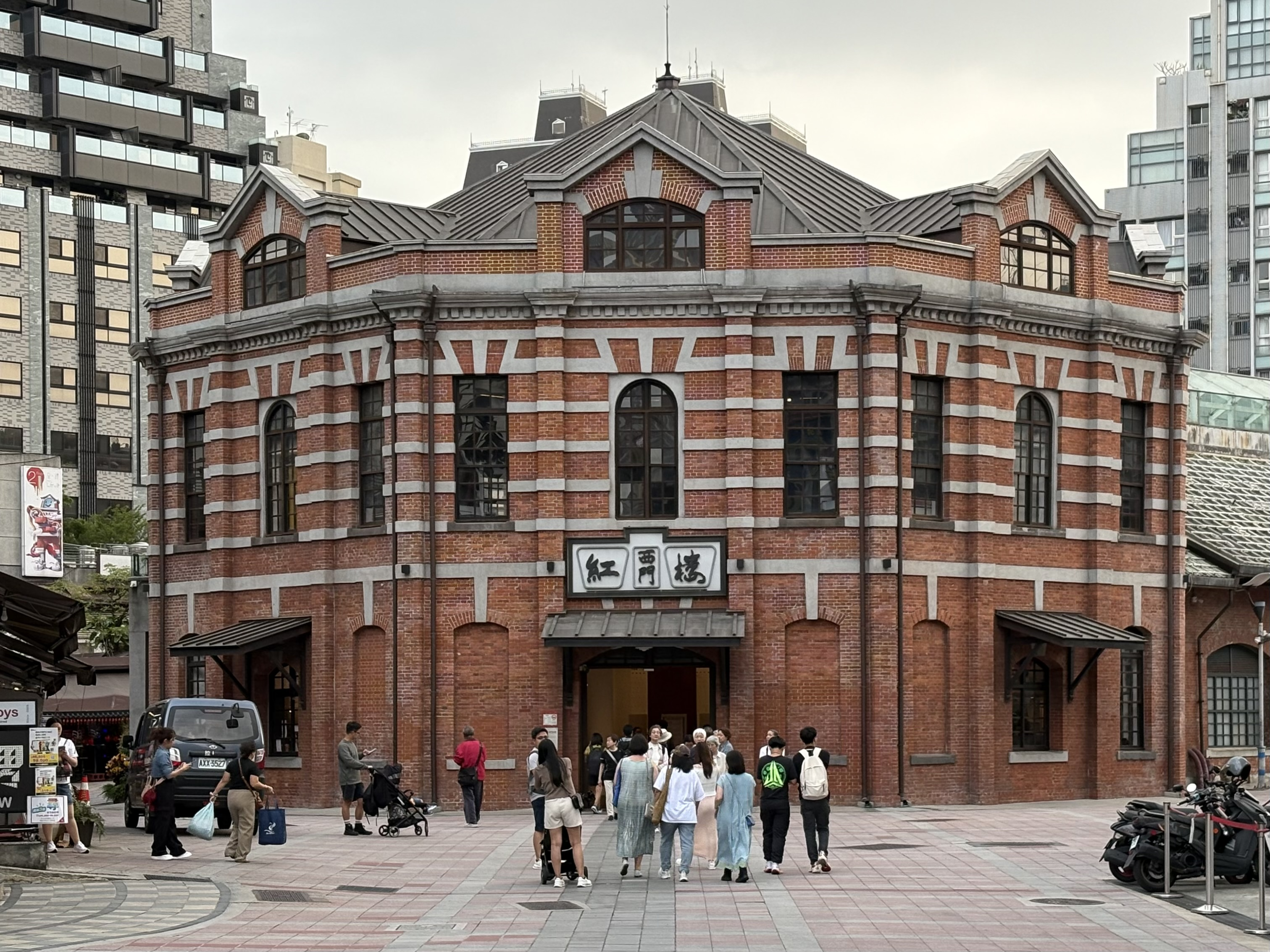
西門紅楼

西門紅楼（せいもんこうろう、さいもんこうろう）は、台北市西門町に建つ赤レンガ造の建築物。公式にはこの八角形の2階建ての建物を入り口とし、その背後に十字型の平屋の本体（ギャラリーをもった吹き抜けになっている）がコンバインした建築物および周辺広場で構成される一帯を包括して西門紅楼としている。日本による台湾統治の時代に近藤十郎と松ヶ崎萬長による共同設計。文脈上、単純に紅楼とのみ表記されるケースもある。第三級古跡として認定されている歴史的建築物であるが、若者の集まる西門町のランドマーク的な存在でもある。
八角形部分は2016年8月22日より2017年9月11日までの予定で改修工事中。

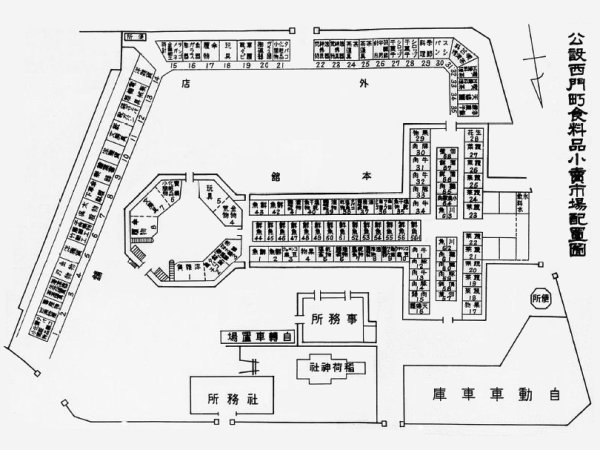
1939年の市場配置図

## 歴史

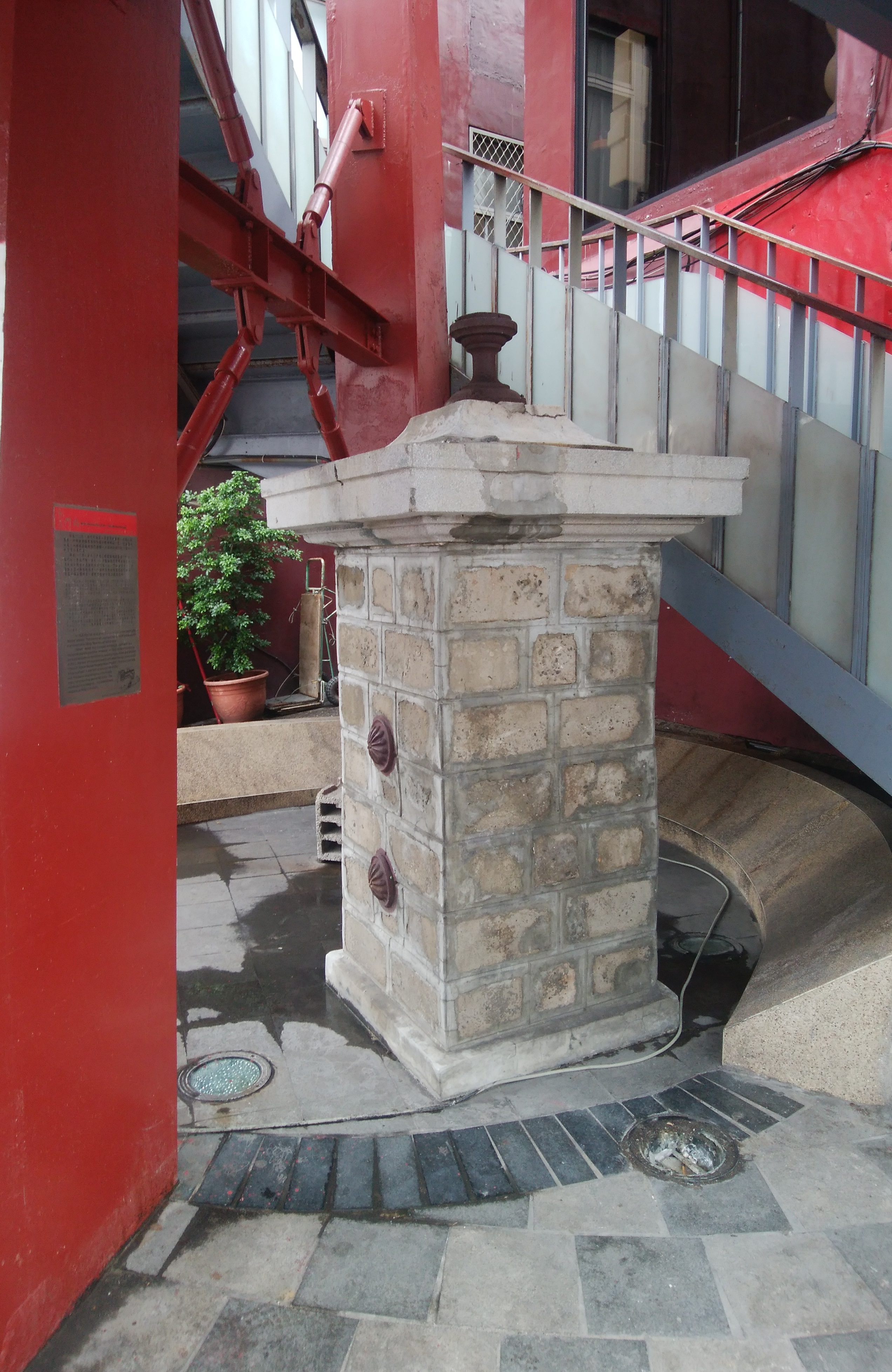
門柱の遺物。紅楼以前に存在した台北城西門の遺物と紹介する資料もあるが、付属の説明版によれば西門市場の敷地への出入口に設けられた門柱のひとつとのこと。

最初に述べておくと、「西門紅楼」という呼び名は古くからのものではない。1997年の古跡登録の際に「西門紅樓」とされた。建設当初はどういった存在だったのか、起源は日本による統治時代の20世紀初頭であった。
巷間伝えられるところによると、西門町の辺りは日本による埋め立てと区画整備が行われるまでは無住の湿地帯であり、しばしば死体が放置されているような場所であったという。都市開発しようにもこのままでは縁起が悪いので、八卦をイメージした八角形の建物にしようという案により八角形のプランが決められたそうである。八角形平面をもつ集中型建築の八角堂から繋がっているラテン十字平面を見せる建築物も、その形の通りキリスト教の十字をイメージしたものとされている。

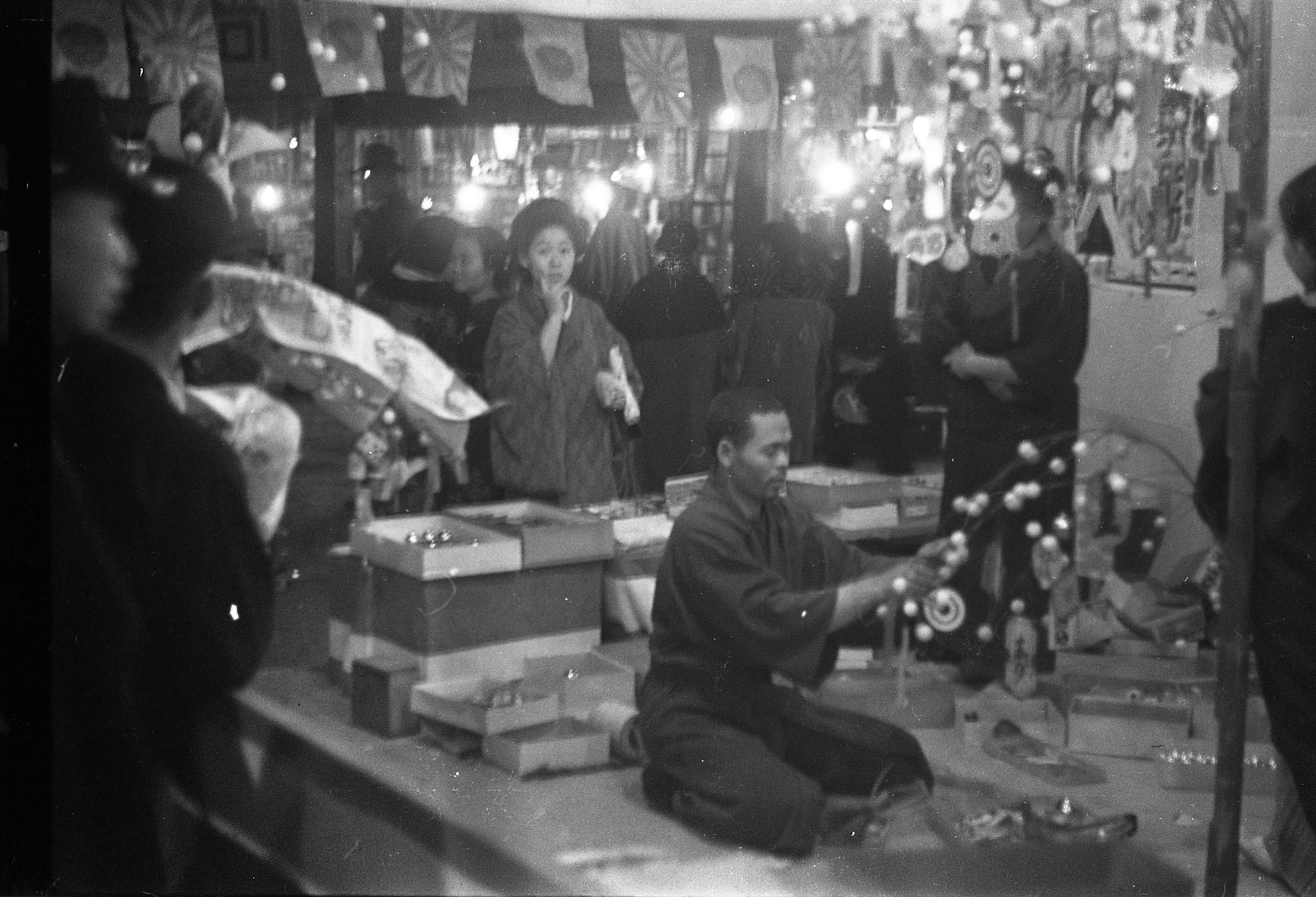
市場

1900年ごろに自然発生した市場街に1908年竣工した八角堂は元々は公衆衛生を管理するための施設として建設されたものであったが、まもなく公営市場へ転用された。公営の市場としては台湾で初の存在であった。市場の開場年代は紅楼近くに一本だけ現存している当時の門柱の遺物に付属している説明板によれば1928年とされており、2箇所設けられた出入口にはそれぞれ2本の門柱がおかれて、他は紅楼共々敷地全体を塀で囲われていたという。当時の扱い品目は多岐にわたり、日用品、生鮮食料品および各種雑貨を販売、さらには飲食店、写真屋、喫茶店も併設されていたという。この市場は「新起街市場」という名前であったが、八角形の特徴的な形状をもって「八角堂」とも呼ばれた。近隣には台北稲荷神社も勧請された。
1945年に第二次世界大戦が終結し日本人が台湾から撤収するとこの施設は国民党政府が接収して後、中国本土からの外省移民が借用し「紅楼劇場」という名の劇場となった。この時の支配人は陳恵文という上海出身の人物で、京劇、越劇、話劇や相声、さらには流行の音楽などを上演していた。1963年に、この施設は映画館として転用され、「紅楼戯院（映画館）」略して「紅楼」と呼ばれるようになった。しかし1970年代から1990年代にかけては周囲を違法建築のバラックに囲まれパッとしない施設に成り下がってしまっていた。その後は1994年の展示活動を契機に1997年には第三級古跡（市の古跡）として認定され復活する事となった。2000年に発生した火災でラテン十字の部分が燃えてしまったが、同時に周囲の邪魔なバラックも整理された。映画館は1997年に廃業したが、2002年に紙風車文教基金会による十字部分の修復とともに演劇が行われるようになった。2007年、管理は台北市文化基金会に移管され、2008年には台北市都市景観大賞（第7回）の歴史空間活性化賞を受賞した。現在はカフェ、劇場、ショップの複合施設として、また広場を利用したイベントスペースとしても活用されている。

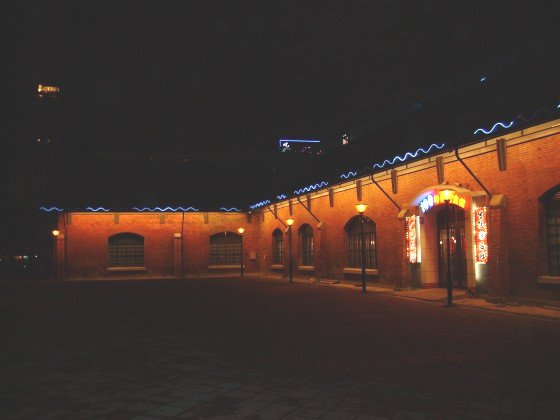
十字楼

## 構成物件
いわゆる辰野式建築に分類される赤レンガ造の建築で、竣工は1908年。公式には、八角形平面を見せる入口部分にあたる八角堂（八角楼）とそこから続くラテン十字形の十字楼で構成される建築、さらに周囲の広場をあわせて西門紅楼としている。八角形の建物ばかりがクローズアップされがちであるが、公式には十字楼が本体とされている。
先述のとおり、縁起をかついだ八卦から着想したプランをもつ八角堂の外観は、赤レンガの壁にコンクリート造の帯が付されたもので、壁体を支えるバットレスも見られる。二階の各辺の窓は半円アーチをもつ窓を中央に、左右は長方形の窓が配されている。屋根部分に張り出した明かり取りの窓（老虎窗）は下心アーチをもつ。現在の内部の利用形態を挙げると、八角堂の一階部分はインフォメーションカウンター、カフェ、土産物屋があり、周囲には西門紅楼が完成してから現在にいたるまでの各自代の文物が展示されている。二階部分が劇場で、映画、ライブ、演劇などに利用されている。高さ6メートルの天井は鉄骨むき出しで、日本製の鉄骨が用いられたという。
1997年に火災に遭い2002年に修復された十字楼の外観は純粋な赤レンガ壁であり、これもバットレスを持つが白帯はない。内部は小さなショップが16軒テナントとして入っている（2010年1月21日現在）。
これらふたつの平面がひとつになった形態をもって「このようなデザインはこれまでになく、そのあとも見ない、東洋と西洋の建築史上で初めての壮挙」としている。
駅から西門紅楼へ着くとすぐの北側広場は、土日になると市場が立ったり、記者会見やアイドルの新曲発表会といった各種のイベントで利用される。一方の南側広場は夜になると露店の飲み屋街になる。ゲイバー的な側面もあるという。

## アクセス
MRT西門駅（BL11/G12）より徒歩1分。